# Квічаль амамійський
Квіча́ль амамійський (Zoothera major) — вид горобцеподібних птахів родини дроздових (Turdidae). Ендемік Японії.

## Опис
Довжина птаха становить 29—31 см, вага 172 г. Довжина крила становить 16,4—17,3 см, довжина дзьоба 31—33 мм. Забарвлення пістряве, поцятковане чорними лускоподібними плямками. Верхня частина тіла оливково-коричнева або охриста, нижня частина тіла білувата. На хвості 12 стернових пер.

## Поширення і екологія
Амамійські квічалі мешкають на островах Амамі Осіма і Какеромадзіма в архіпелазі Амамі. Вони живуть у первинних вологих субтропічних широколистяних лісах, на висоті від 100 до 400 м над рівнем моря, поблизу струмків. Живляться безхребетними і плодами. Гніздяться в травні-червні. Гніздо розміщується на нижніх гілках дерева, на висоті від 1,5 до 3 м над землею. В кладці 3—4 яйця.

## Збереження
МСОП класифікує стан збереження цього виду як близький до загрозливого. За оцінками дослідників, популяція амамійських квічалів становить від 2500 до 10 000 птахів. Їм загрожує знищення природного середовища: внаслідок масової вирубки, площа придатного для життя амамійських квічалів лісу скоротилася до 10—15 км². Також амамійським квічалям загрожує хижацтво з боку інтродукованих яванських мангустів Herpestes javanicus. Однак популяція амамійських квічалів поступово відновлюється: у 2013 році науковці нарахували приблизно 2513 дорослих особин.